# La Veine (film, 1928)
Pour les articles homonymes, voir La Veine.
Pour plus de détails, voir Fiche technique et Distribution.
La Veine est un film français réalisé par René Barberis et sorti en 1928.

## Synopsis
Julien Bréard, un avocat, est amoureux de Charlotte Lagnier, une fleuriste. Il gagne un procès et délaisse Charlotte, grisé par son succès.

## Fiche technique
- Réalisation : René Barberis
- Scénario : d'après la comédie d'Alfred Capus de l'Académie française
- Production :  Société des Cinéromans
- Format : Muet - Noir et blanc - 1,33:1 - 35 mm
- Genre : Comédie
- Date de sortie : France - 23 novembre 1928

## Distribution
- Sandra Milowanoff : Charlotte Lagnier
- Rolla Norman :  Julien Bréard
- Paulette Barger
- André Nicolle
- Elmire Vautier
- Moy Jules
- Éliane Tayar